# Tikhije omuty
Tikhije omuty (russisk: Тихие омуты) er en russisk spillefilm fra 2000 af Eldar Rjasanov.

## Medvirkende
- Aleksandr Abdulov - Anton M. Kasjtanov
- Oksana Korostisjevskaja - Jevgenija Tobolskaja
- Ljubov Polisjjuk - Polina
- Jan Tsapnik - Vlad
- Olga Volkova - Varvara Petrovna Muromova